# Plackweg
Der Plackweg ist ein alter Handelsweg, der im Naturpark Arnsberger Wald über den bis 581 m hohen Kamm der Plackweghöhe nördlich der Ruhr bei Meschede verläuft. Über die Trasse führt heute eine gleichnamige Hauptwanderstrecke des Sauerländischen Gebirgsvereins (SGV). Der Plackweg ist auch mit dem Fahrrad befahrbar und zwischen dem Warsteiner Kopf und Esshoff Bestandteil des landesweiten Radverkehrsnetzes NRW.

## Name
Der Name soll sich von „Plaggen“, mit denen der teilweise vermoorte Weg ausgelegt war, herleiten. Nach einer anderen Deutung liegt dem Namen das Wort „placken“ = „sich anstrengen“ zugrunde.

## Plackweg als historischer Handelsweg
Der Anfang des Plackwegs führte vom ehemaligen Kloster Himmelpforten über die Kammlinie des Arnsberger Waldes auf der Wasserscheide zwischen Möhne und Ruhr (Lattenberg, Enster Knick, Stimmstamm, Warsteiner Kopf (556,9 m ü. NN)) bis nach Brilon-Esshoff.
Am Warsteiner Kopf kreuzte der Plackweg den Kriegerweg, einen mittelalterlichen Handelsfernweg, der von Siegen nach Paderborn führte. Im Arnsberger Wald sind die Spuren der Gespanne noch heute in den bis zu drei Meter tiefen Hohlwegen zu erkennen.
Ein älterer Zweig des Plackwegs zweigte 300 m westlich vom Hauptgipfel des Kammes (581,5 m ü. NN) nach Kallenhardt, einem Ortsteil von Rüthen, ab. An diesem „alten Plackweg“ wurde am 7. Juni 2008 der Lörmecke-Turm eröffnet.
Der Autor Wilhelm Leise vermutet die Varusschlacht in dem Gebiet um den Plackweg – im Zuge vieler Theorien und Spekulationen zum Ort der Varusschlacht.

## Plackweg als SGV-Hauptwanderstrecke
Als Plackweg wird zudem ein rund 144 km langer Wanderweg des Sauerländischen Gebirgsvereins bezeichnet. Er führt von Hagen-Delstern über Schloss Hohenlimburg, Wiblingwerde, Altena, das Hönnetal, Schloss Herdringen, Arnsberg, Lattenberg, Hirschberg, den Stimmstamm, Esshof, Brilon und Messinghausen nach Helminghausen an der Diemeltalsperre.
Der Wanderweg fällt in die Kategorie der Hauptwanderstrecken des SGV und besitzt wie auch alle anderen Hauptwanderstrecken als Wegzeichen das weiße Andreaskreuz „X“, an Kreuzungspunkten um die Ziffer „1“ erweitert.

## Sperrung zur Deponieabfuhr
Ab Ende 2019 soll der Abbau der abrutschgefährdeten Schlackedeponie der ehemaligen Westfälische Zellstoff AG am Lattenberg beginnen. Der Abtransport soll per Lastwagen über den Plackweg bis zum Stimmstamm und ab dort weiter über die L856 erfolgen. Während des Abtransports soll der Plackweg für Wanderer und Radfahrer auf Mescheder Stadtgebiet gesperrt werden. Der Abbau von 250.000 m³ Zellstoffresten soll sich bis 2024 hinziehen.